# Hornostaiivka, Ripkî
Hornostaiivka (în ucraineană Горностаївка) este localitatea de reședință a comunei Hornostaiivka din raionul Ripkî, regiunea Cernihiv, Ucraina. În secolul al XIX-lea, satul făcea parte din volostul Iarîlovîci, uezdul Horodnea.

## Demografie
Componența lingvistică a localității Hornostaiivka
     Ucraineană (51,29%)
     Rusă (47,66%)
     Belarusă (1,06%)
Conform recensământului din 2001, majoritatea populației localității Hornostaiivka era vorbitoare de ucraineană (51,29%), existând în minoritate și vorbitori de rusă (47,66%) și belarusă (1,06%).